# Hieracium langei
Hieracium langei es una especie de planta con flor del género Hieracium, de la familia Asteraceae, orden Asterales.

## Distribución
Hieracium langei se distribuye por Francia y España.

## Taxonomía
Fue descrita científicamente por Fr.
Tratamiento taxonómico
La especie aparece registrada en una sección de la publicación Uppsala Univ. Årsskr.